# Elstra

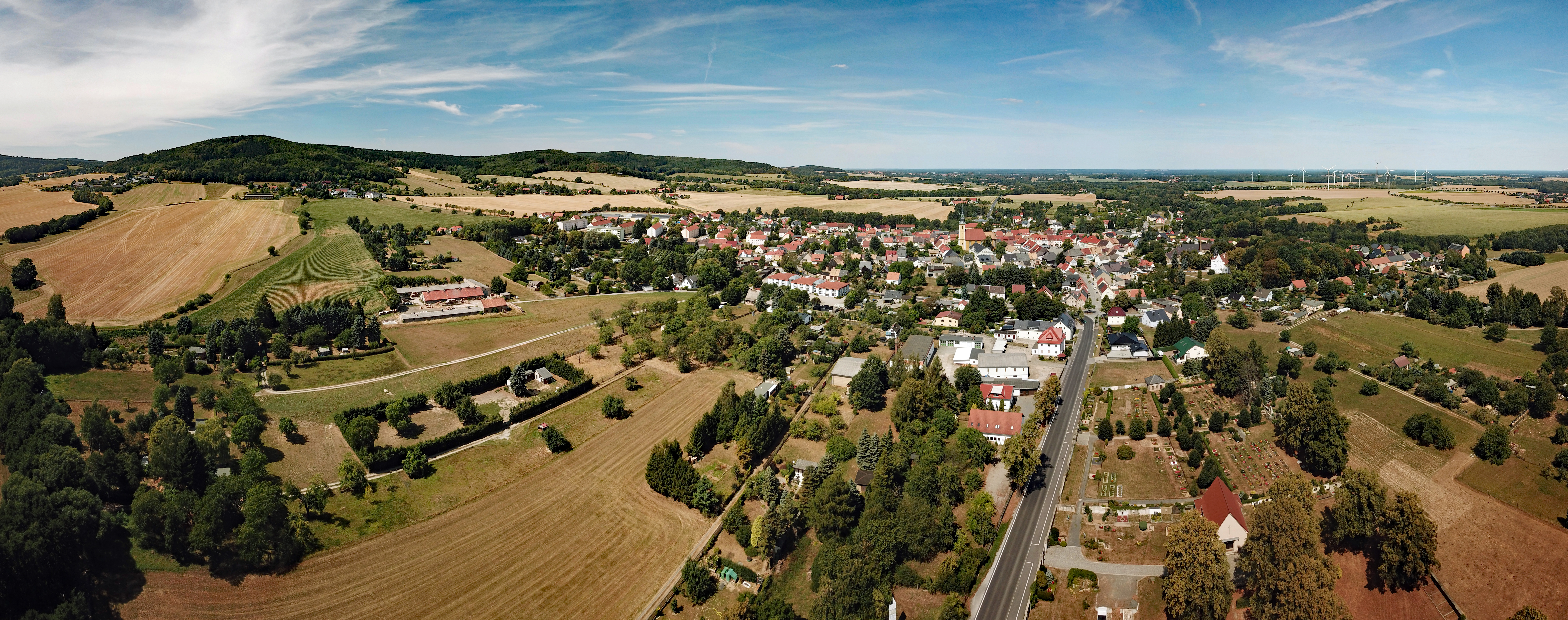
Luftbildpanorama

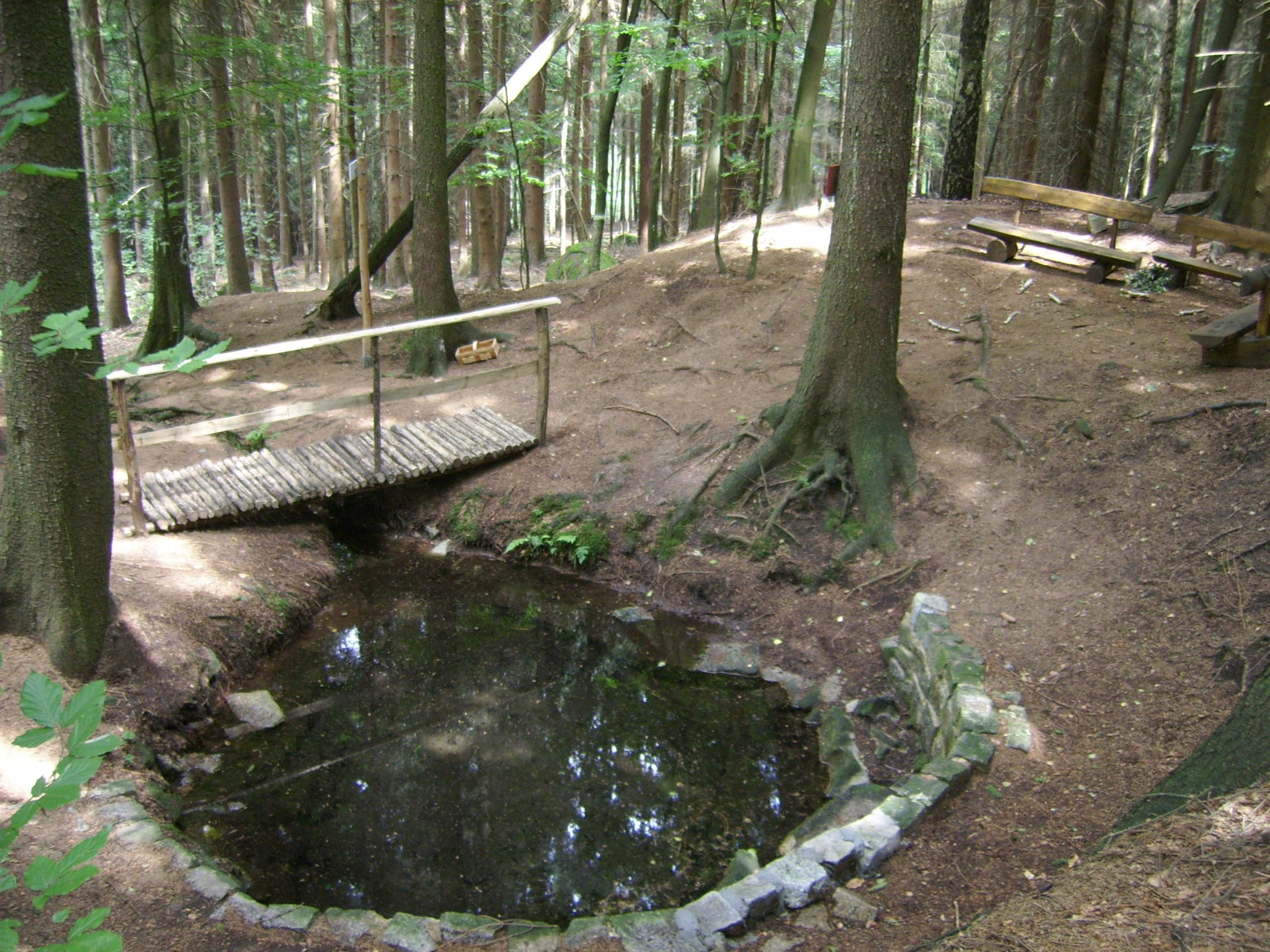
Elsterquelle bei Kindisch

Elstra, obersorbisch Halštrow, ist eine Landstadt in der sächsischen Oberlausitz im Landkreis Bautzen. Der Name der Stadt leitet sich von der Schwarzen Elster ab, die südlich der Stadt, nahe dem Ortsteil Kindisch entspringt.
Die eigentliche Stadt hat nur ca. 1.400 Einwohner und gehört damit zu den kleinsten Städten Deutschlands. Durch Eingemeindung der Nachbardörfer in jüngster Zeit beträgt die Einwohnerzahl 2672 (2023).

## Geografie

### Geografische Lage
Elstra liegt etwa 50 km nordöstlich von Dresden im Westlausitzer Hügelland am östlichen Fuße einer bis 448 m (Hochstein) hohen Bergkette.

### Stadtgliederung
Elstra gliedert sich in 13 Ortsteile (sorbische Ortsnamen in Klammern; Einwohnerzahlen vom 30. Juni 2015):
- Boderitz (Bódricy), 48 Einwohner
- Dobrig (Dobrik), 49 Ew.
- Elstra (Halštrow), 1386 Ew.
- Gödlau (Jědlow), 116 Ew.
- Kindisch (Kinč), 211 Ew.
- Kriepitz (Krěpjecy), 206 Ew.
- Ossel (Wóslin), 38 Ew.
- Prietitz (Protecy), 301 Ew.
- Rauschwitz (Rušica), 297 Ew.
- Rehnsdorf (Hrańčik), 50 Ew.
- Talpenberg, 69 Ew.
- Welka (Wjelkow), 27 Ew.
- Wohla (Walow), 54 Ew.

Der Ortsteil Kriepitz gehört als einziger zum offiziellen Siedlungsgebiet der Sorben.

## Geschichte
Im Jahr 1248 wurde Elstra erstmals urkundlich erwähnt, 1383 bekam der Ort das Stadtrecht verliehen. Der Name der Stadt bedeutet Ort in der Elsteraue.
Am 1. Juli 1950 wurden die bis dahin eigenständigen Gemeinden Kriepitz und Ländchen Wohla eingegliedert. Bei der Gemeindereform 1994 wurden die Gemeinden Rauschwitz (mit den Ortsteilen Gödlau und Kindisch) und Prietitz nach Elstra eingemeindet.

## Politik

### Stadtrat
Seit der Stadtratswahl am 9. Juni 2024 verteilen sich die 12 Sitze des Stadtrates folgendermaßen auf die einzelnen Gruppierungen:

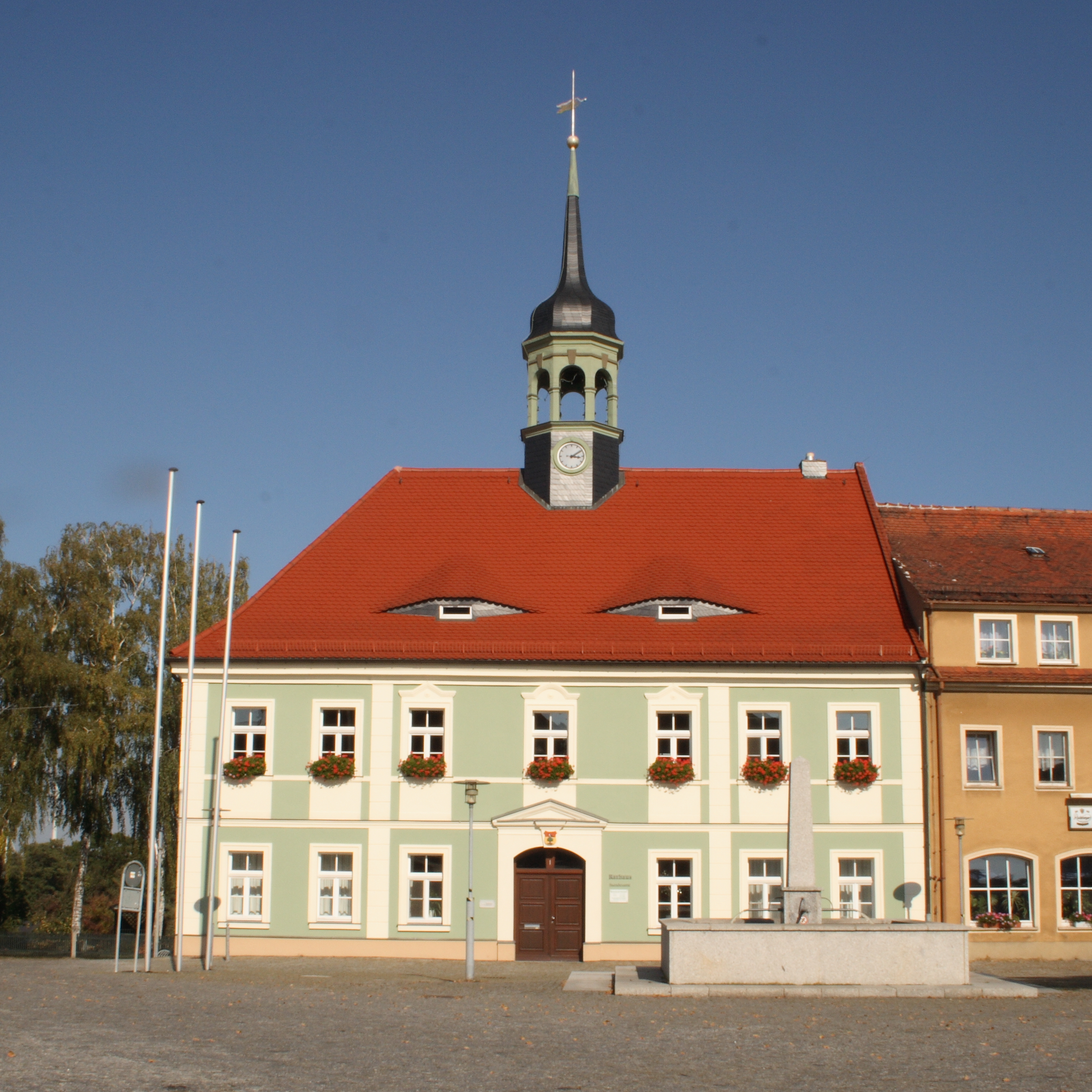
Rathaus von Elstra

- RT: 5
- ZGG: 1
- FWG: 1
- FDP: 1
- CDU: 2
- AfD: 2

| Liste                              | 2024   | 2024   | 2019   | 2019   | 2014   | 2014   |
| Liste                              | Sitze  | in %   | Sitze  | in %   | Sitze  | in %   |
| ---------------------------------- | ------ | ------ | ------ | ------ | ------ | ------ |
| Bürgerbewegung Runder Tisch Elstra | 5      | 38,7   | 5      | 39,1   | 6      | 41,9   |
| AfD                                | 2      | 17,8   | –      | –      | –      | –      |
| CDU                                | 2      | 14,4   | 2      | 17,6   | 3      | 26,2   |
| FDP                                | 1      | 11,7   | 2      | 14,5   | –      | –      |
| Zukunft gemeinsam gestalten        | 1      | 7,4    | 1      | 10,6   | 1      | 12,6   |
| Freie Wählergemeinschaft           | 1      | 6,9    | 1      | 9,3    | –      | –      |
| Linke                              | –      | 3,1    | 1      | 6,8    | 1      | 7,1    |
| SPD                                | –      | –      | –      | 2,3    | 1      | 7,6    |
| Mitreden statt leisetreten         | –      | –      | –      | –      | 1      | 4,6    |
| Wahlbeteiligung                    | 77,7 % | 77,7 % | 70,7 % | 70,7 % | 60,0 % | 60,0 % |

### Bürgermeister
Bürgermeister ist seit 2015 Frank Wachholz (Runder Tisch).
| Wahl | Bürgermeister  | Vorschlag    | Wahlergebnis |
| ---- | -------------- | ------------ | ------------ |
| 2022 | Frank Wachholz | Runder Tisch | 96,7 %       |
| 2015 | Frank Wachholz | Runder Tisch | 65,0 %       |
| 2008 | Volker Brandt  | CDU          | 98,9 %       |
| 2001 | Volker Brandt  | CDU          | 85,9 %       |
| 1994 | Volker Brandt  | CDU          | 94,7 %       |

### Städtepartnerschaften
- Elstra unterhält eine Städtepartnerschaft mit der tschechischen Stadt Rtyně v Podkrkonoší.

## Kultur und Sehenswürdigkeiten

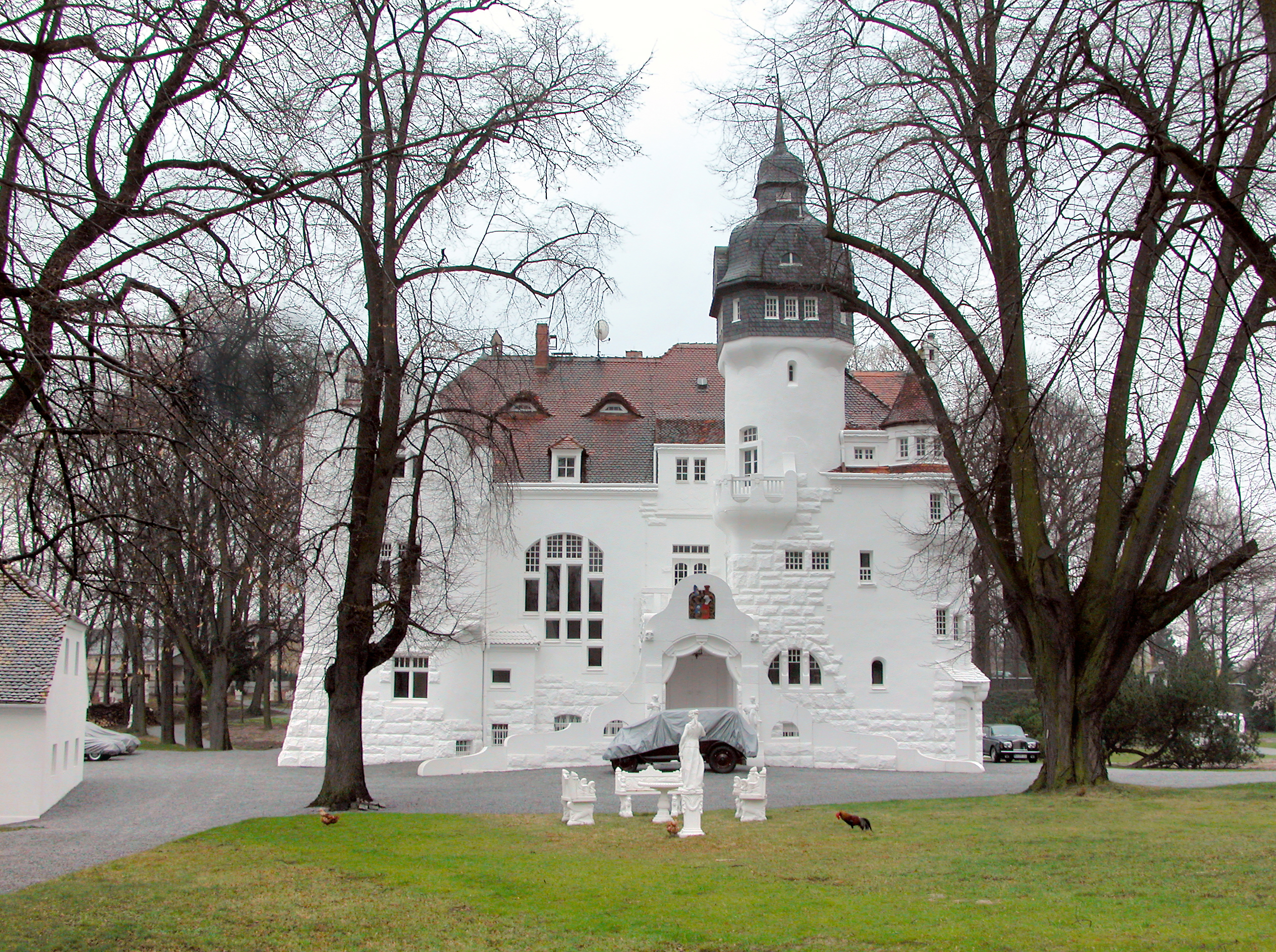
Schloss Elstra

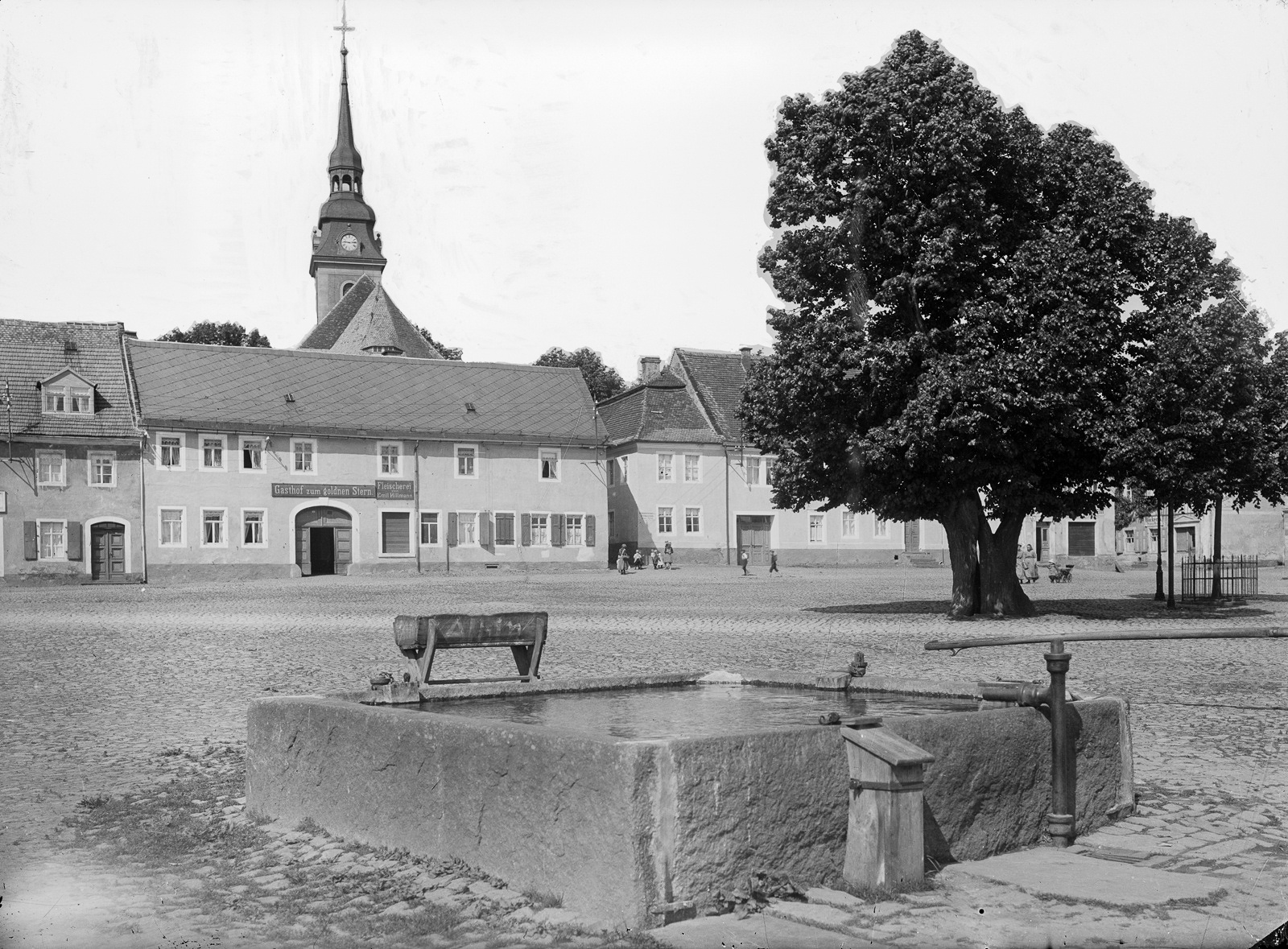
Markt Elstra um 1920 mit Linde

### Sehenswürdigkeiten
- Denkmalgeschützte Altstadt
- Großer historischer Marktplatz mit uralter Linde
- Nachbildung der kursächsischen Distanzsäule von 1725 am Markt (Originalwappen im Rathaus und Teile der ersten Nachbildung am Hainmühlenweg)
- barocke St.-Michaelis-Kirche mit Abraham-Strohbach-Orgel von 1755
- Schloss mit Garten (Privatbesitz)
- Prietitzer Schanze (etwa 4000 Jahre alte bronzezeitliche Burgwallanlage/Fluchtburg im OT Prietitz)
- Einheits-Tulpenbaum im Ortsteil Prietitz, Hauptstraße 18a; am 3. Oktober 1990 gepflanzt
- Malerische waldreiche Landschaft (Schwarzenberg (413 Meter), NSG Hochstein (448 Meter) etc.)

### Sport
- Am Schwarzenberg befindet sich eine Ski-Abfahrtsstrecke mit Skilift und 4 Downhill-Strecken.
- Sportzentrum Elstra mit Turnhalle, Bowlingbahn, Kunstrasenplatz etc.

### Naturschutz
- Siehe auch: Liste der Naturdenkmale in Elstra

## Wirtschaft und Infrastruktur

### Verkehr
Elstra liegt etwa 5 km von der Anschlussstelle Burkau zur A 4 Dresden–Görlitz entfernt.
Es besteht eine Buslinie von Hoyerswerda über Kamenz nach Elstra und weiter nach Bischofswerda.
Der Bahnhof von Elstra lag an der Bahnstrecke Bischofswerda–Kamenz und ist seit 1968 ohne Personenverkehr, 1994 fuhr der letzte Güterzug und 1998 wurde die Strecke endgültig stillgelegt.
Der Flughafen Dresden ist über die Autobahn A4 in ca. 30 Minuten zu erreichen.
Der Flugplatz Kamenz ist ca. 10 km von Elstra entfernt und bietet Rundflüge über die Oberlausitz an.

### Wirtschaft
Verschiedene Gewerke, Dienstleistungsbetriebe und kleine Handwerksbetriebe kennzeichnen die Wirtschaft der Stadt. Hervorzuheben sind die zahlreichen Töpferbetriebe, welche eine lange Tradition besitzen. In den eingemeindeten Gemeinden wird auch viel Landwirtschaft betrieben.
Bergbau wurde und wird durch den Abbau von Granit betrieben.
Das Elstraer Gewerbegebiet im Ortsteil Rauschwitz liegt nahe der Autobahn A4 Ausfahrt Burkau. In Elstra-Rauschwitz unterhält der Automobilzulieferer Linde + Wiemann einen Standort.

### Bildung
Die Stadt Elstra verfügt über eine Grund- und eine Oberschule.

## Persönlichkeiten
- Karl Eberhard (1820–1907), Architekt, geboren in Elstra
- Heinrich Friedrich Gretschel (1830–1892), Mathematiker (geboren im Ortsteil Prietitz)
- Ernst Hager (1847–1895), Philologe, geboren in Elstra (nannte sich auf der Dissertation Elstrano-Lusaticus)
- Paul Johannes Beger (1886–1970), Mineraloge
- Georg Derlitzki (1889–1958), Agrarwissenschaftler, Betriebswirt und Arbeitsökonom, nach Berufsverbot durch die Nazis ansässig im Ortsteil Kindisch, bestattet in Elstra
- Herbert Viecenz (1893–1959), Komponist, geboren in Elstra
- Otto Garten (1902–2000), Maler, geboren in Elstra
- Elisabeth Zillich (1904–1968), Malerin und Keramikerin in Elstra
- Karl Schön (1923–1994), Politiker (SPD), geboren in Elstra
- Ullrich Holland (1950–2001), Bildhauer